# Agritechnica

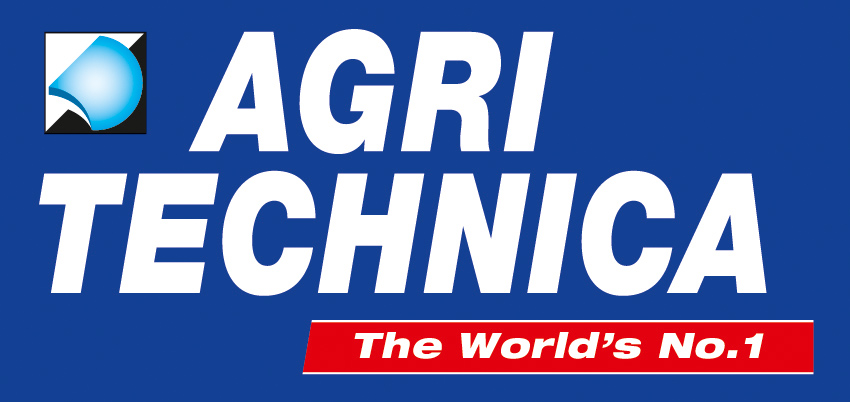
Logo di Agritechnica

Agritechnica è la più grande esposizione internazionale di macchine per l'agricoltura. Si svolge ogni due anni presso la Fiera di Hannover in Germania. La prima edizione di Agritechnica si tenne nel 1985 nella Fiera di Francoforte. Ha importanza mondiale nel campo delle innovazioni nel campo dell'agricoltura.
Sono rappresentate le più importanti aziende produttrici di macchine agricole del mondo. L'edizione 2025 si concentra sull'importanza delle tecnologie digitali e connesse per il settore agricolo. Lo slogan "Touch Smart Efficiency" sottolinea come queste tecnologie possano migliorare efficienza, sostenibilità e produttività. Inoltre verrà presentata la DLG FarmRobotix che offrirà una panoramica completa sulle tecnologie più avanzate per l'agricoltura del futuro: robotica, AI, automazione, droni e agricoltura di precisione. 
La piattaforma  DLG è stata fondata nel 1885 da Max Eyth.  La DLG è una azienda che si è focalizzata sul progresso e sostenibilità come produttività e conservazione delle risorse. Organizza fiere ed eventi in tutto il mondo.  Testa alimenti, tecnologie e attrezzature agricole e offre conoscenze pratiche attraverso i suoi media specializzati.  Opera in Germania, in Europa e a livello globale. Promuove scienza, ricerca, istruzione, tutela dei consumatori e cooperazione internazionale.
L'obiettivo per il 2025 è collegare in rete i sistemi agricoli innovativi:
()

Nel 2011 Agritechnica ha avuto più di 415 000 visitatori (dei quali 100 000 provenienti dall'estero). La fiera si è svolta in 24 padiglioni per uno spazio espositivo totale di circa 388 000 m². Erano presenti 2 700 espositori da 48 paesi.